# Tamsalu (Tapa)
Tamsalu (deutsch Tamsal) ist eine Stadt im Norden Estlands. Die Stadt ist Teil der Gemeinde Tapa im Kreis Lääne-Viru.

## Geschichte
Tamsalu wurde erstmals 1512 urkundlich erwähnt. Erst mit dem Bau der Eisenbahnstrecke von Tallinn nach Tartu 1876 erfuhr das bis dahin unbedeutende Dorf einen Aufschwung. Um den Bahnhof herum entstand eine größere Siedlung.
Die Stadt spezialisierte sich vor allem auf den Abbau und die Verarbeitung von Kalk. Seit den 1880er Jahren entwickelten sich auch bedeutende Betriebe für landwirtschaftliche Maschinen, Bäckereiprodukte und in der Zeit der sowjetischen Besetzung Estlands eine Beton-Fabrik. 1954 wurde Tamsalu der Status eines Großdorfs (alevik) verliehen. Seit Oktober 1996 besitzt es die Stadtrechte.
Die Stadt gehörte bis 2017 zur gleichnamigen Landgemeinde Tamsalu. Seit der Gebietsreform im gleichen Jahr gehört sie zur Gemeinde Tapa, die erheblich vergrößert wurde.

## Entfernungen
- Rakvere: 30 km
- Tallinn: 105 km
- Tartu: 105 km
- Narva: 150 km

## Persönlichkeiten
- Ferdinand von Uexküll-Güldenband (1890–1939), deutschbaltischer Journalist und Minderheitenpolitiker